# Dub v ulici Slavíčkova v Bubenči
Dub v ulici Slavíčkova v Bubenči je památný strom, který roste v jižní části zahrady vily ve Slavíčkově ulici čp. 151/15 u zdi oddělující zahradu od železniční trati.

## Parametry stromu
- Výška (m): 25,0
- Obvod (cm): 260
- Ochranné pásmo: vyhlášené - kruh o poloměru 10 m
- Datum prvního vyhlášení: 30.10.2010[1]
- Stáří stromu: 150 let (k roku 2011)

## Popis
Strom má dlouhý rovný kmen a zahradě dominuje. Asi 6 metrů nad zemí z něj vyrůstá několik větví; tyto větve tvoří kulovitou korunu, která je vysoká 25 metrů. Zdravotní stav dubu je velmi dobrý.

## Historie
Údajně měl být pod tímto stromem roku 1897 založen Spolek výtvarných umělců Mánes.